# الیاف عصبی وابران
به آن دسته از سلول‌های عصبی که پیامهای الکتریکی را از دستگاه عصبی مرکزی بدن به اندام های اجراکننده می‌برند در پزشکی وابَران گفته می‌شود. یاخته‌هایی که این پیامها را در خلاف جهت وابران یعنی به دستگاه عصبی مرکزی می‌آورند آوران نام دارند.